# 길더의 법칙
길더의 법칙은 "가장 비싼 자원을 아끼기 위한 최선의 방법은 가장 값싼 자원을 마구 쓰는 것이다"라는 조지 길더의 말에서 유래된 정보통신 법칙이다. 무어의 법칙에 따른 반도체 성능의 고성능화와 멧칼프 법칙에 따른 네트워크 규모 증가에 기인한 네트워크 가치의 폭발적 상승에 힘입어 1990년대 이후 데이터 전송능력의 비약적 성장으로 인한 IT현상을 설명해주는데 유용하다. Google이 가장 비싼 자원인 인력을 아끼기 위한 방법으로 가장 값싼 자원인 컴퓨팅 전력을 사용하는 것처럼, 현재 가장 값이 싼 자원인 컴퓨팅 전력과 광대역 통신의 성장세를 논리적으로 설명해준다.

## 설명
광섬유 대역폭은 12개월만에 3배가 증가하면서 결론적으로 통신채널의 속도는 1년 만에 2배가 증가한다.

## 의의
길더의 법칙은 광대역 전송능력의 발달로 인해서 과거에는 불가능했던 대용량 디지털 멀티미디어 컨텐츠를 인터넷을 통해 전송할 수 있게 된 현상을 설명해준다. 무어의 법칙과 함께 정보 기술의 발전의 비약적인 속도를 설명하는 이론 중 하나이며, 무어의 법칙이 반도체 기술을 설명하고, 멧칼프의 법칙이 전체적인 네트워크의 폭발적 잠재력을 설명해주었다면, 길더의 법칙은 네트워크의 범위 중에서도 광대역 통신으로 인한 IT현상의 변화를 설명해준다.